# كريم عبد العزيز
كريم محمد أحمد عبد العزيز (مواليد 17 أغسطس 1975) هو ممثل ومخرج أفلام مصري. ظهر في أول عمل سينمائي له وهو طفل في فيلم المشبوه سنة 1978، الذي كان من بطولة الفنان الكبير عادل إمام. في بدايته، اشتهر كريم عبد العزيز بدور الشاب الغني والوسيم، لكنه سرعان ما كسر هذا النمط من خلال أداءه لشخصيات مختلفة ومتنوعة، وغالبًا ما يلعب أدوار البطولة في الأعمال التي يشارك فيها، ما ساهم في جعله واحدًا من نجوم الصف الأول في مصر.

## النشأة
وُلد كريم عبد العزيز في 17 أغسطس 1975 في حي العجوزة بمحافظة الجيزة، وسط عائلة فنية فوالده هو المخرج محمد عبد العزيز وعمه هو المخرج عمر عبد العزيز، كما أن شقيقات والدته هن الممثلة سميرة محسن والكاتبة نوال مصطفى. كان زوج خالته سميرة محسن هو الشاعر نجيب سرور، كما أن الفنان عماد رشاد هو زوج خالته نوال مصطفى. انفصلت والدته عن أبيه وهو في عمر الـ4 سنوات وعاش مع والدته وشقيقته ياسمين. لعبت البيئة الفنية التي نشأ فيها الدور البارز في سهولة دخوله وعمله في هذا المجال فيما بعد دون أن يكون غريبًا عنه، فقد كانت بلاتوهات التصوير والاستديوهات ليست بغريبة عليه منذ صغره بحكم عمل والده الدائم في هذه المجالات. ظهر كريم وهو طفل صغير في فيلم انتبهوا أيها السادة (1978) بطولة محمود ياسين وحسين فهمي، وفيلم البعض يذهب للمأذون مرتين (1978) بطولة نور الشريف وعادل إمام، وفيلم قاتل ما قتلش حد (1979) بطولة عادل إمام وآثار الحكيم، وفيلم المشبوه (1981) بطولة عادل إمام وسعاد حسني، وفيلم منزل العائلة المسمومة (1986) بطولة نادية لطفي، وسمير صبري، وفريد شوقي، ويسرا.

## حياته الفنية
انضم إلى معهد السينما عام 1994 وتخرج منه بقسم الإخراج عام 1997، فعمل مساعد مخرج لفترة وجيزة، ثم قرر التوجه إلى مجال التمثيل ليحتل الجزء الأكبر من اهتمامه في هذا المجال، إلى أن جاءت له فرصة العمل مع المخرج شريف عرفة الذي كان أول من قدمه للجمهور، ثم اختارته الفنانة سميرة أحمد للقيام بدور ابن شقيقها في مسلسل «امراة من زمن الحب» (1998). كانت بداية حقيقية له، ومثل في فيلم عبود على الحدود (1999) بطولة الممثل الراحل علاء ولي الدين وفيلم جنون الحياة (2000) بطولة إلهام شاهين ومحمود قابيل، وأما عن أول بطولة سينمائية له، فكانت في فيلم اضحك الصورة تطلع حلوة (1998) أمام النجم الراحل أحمد زكي، ثم توالت عليه العروض، إلى أن جاءت الفرصة ليلعب دور البطولة المطلقة أمام منى زكي وحلا شيحة في فيلم «ليه خلتني أحبك» (2000). حقق الفيلم خلال أيام عيد الفطر الثلاثة حوالي مليون جنيه، ليصبح أعلي فيلم في الإيرادات في عيد الفطر وقتها، متخطيًا بذلك الأفلام التي نافسته وقتها. في عام 2001، كرر كريم تعاونه مع علاء ولي الدين في مسرحية حكيم عيون التي تُعد المسرحية الأولى والوحيدة له وفي نفس العام، جاءت انطلاقته الكبيرة عندما قام ببطولة فيلم حرامية في كي جي تو بجانب حنان ترك وماجد الكدواني، والذي حقق نجاحًا كبيرًا بإجمالي إيرادات 9 مليون ونصف، ليكرر نفس التعاون معهما في فيلم حرامية في تايلاند (2003). على الرغم من عدم تحقيقه نفس نجاح فيلم حرامية في كي جي تو، إلا أن الفيلم حقق إيرادات أكثر من 5 مليون جنيه.
حقق كريم نجاحًا كبيرًا في فيلم الباشا تلميذ (2004) الذي شاركه بطولته النجم الكبير حسن حسني، وغادة عادل، ومحمد لطفي، ومحمد رجب، ورامز جلال، ومها أحمد، والذي حقق أكثر من 7 مليون جنيه إيرادات، وفيلم أبو علي (2005) الذي تصدر شباك التذاكر وقتها وحقق إيرادات أكثر من 12 مليون جنيه، وفيلم واحد من الناس (2006) الذي وصلت إيراداته إلى 16 مليون جنيه، وفيلم في محطة مصر (2006) الذي وصلت إيراداته إلى 7 مليون جنيه، وفيلم خارج على القانون (2007) الذي وصلت إيراداته إلى 19 مليون جنيه، وفيلم ولاد العم (2009) الذي حقق أكثر من 27 مليون جنيه.
في 2010، ظهر كريم كضيف شرف في مسلسل الجماعة بطولة إياد نصار. وفي 2011، قدم فيلم فاصل ونعود الذي وصلت إيراداته إلى 5 مليون جنيه. عاد كريم إلى السينما في 2014 بعد غياب عامين عندما قدّم شخصية الدكتور يحيى راشد في فيلم الفيل الأزرق. الفيلم مقتبس من رواية تحمل نفس الاسم لكاتبها أحمد مراد الذي كتب سيناريو الفيلم أيضًا وحقق إيرادات وصلت إلى 92 مليون جنيه على الرغم من حصوله على مراجعات مختلطة. وفي عام 2019، وبعد غياب 5 أعوام عن السينما، قدّم فيلمين، الأول هو نادي الرجال السري الذي وصلت إيراداته إلى 60 مليون جنيه، والثاني هو الجزء الثاني من فيلم الفيل الأزرق. تلقى الأخير مراجعات إيجابية وأصبح أول فيلم مصري يتخطى ال 100 مليون جنيه، حيث تخطت إيراداته 103 مليون جنيه. في 2021، لعب بطولة فيلم البعض لا يذهب للمأذون مرتين الذي وصلت إيراداته إلى 41 مليون جنيه. وفي 2022، شارك أحمد عز بطولة فيلم كيرة والجن، والذي حقق إيرادات اقتربت من 120 مليون جنيه، ليصبح ثاني فيلم لكريم يتخطى ال 100 مليون. جاء ثالث فيلم له يتخطى ال 100 مليون في 2023 بعنوان بيت الروبي، ليصبح كريم عبد العزيز أول ممثل مصري لديه 3 أفلام تحقق إيرادات تخطت حاجز ال100 مليون، بالإضافة إلي احتلاله ال3 مراكز الأولي في قائمة الأعلي إيرادًا في السينما المصرية. حقق الفيلم أكثر من 128 مليون جنيه إيرادات، ليصبح أعلي فيلم في تاريخ السينما المصرية حتي الآن.
لكريم عبد العزيز أيضًا أعمالًا تلفزيونية وهي: الهروب (2012)، ووش تاني (2015)، والزيبق (2017)، والاختيار 2: رجال الظل (2021) والاختيار 3: القرار (2022).

## حياته الشخصية
تزوج من الصحفية «سماح غنيم» في عام 2002، لكن زواجهما لم يستمر، حيث انفصلا في العام التالي. في نوفمبر 2006، تزوج للمرة الثانية من «هايدي سرور» ورزقا بابنتهما «ملك» في أغسطس 2007، ورزقا بـ«علي» مع نهايات العام 2010.

## أعماله

### من أعمال السينما
| سنة الإنتاج | الفيلم                      | الشخصية                 |
| ----------- | --------------------------- | ----------------------- |
| 1978        | البعض يذهب للمأذون مرتين    |                         |
| 1979        | قاتل ما قتلش حد             |                         |
| 1980        | انتبهوا أيها السادة         |                         |
| 1981        | المشبوه                     | علي                     |
| 1986        | منزل العائلة المسمومة       | كريم                    |
| 1998        | اضحك الصورة تطلع حلوة       | طارق                    |
| 1999        | عبود على الحدود             | منصور                   |
| 2000        | جنون الحياة                 | مجدي                    |
| 2000        | ليه خلتني أحبك              | هشام                    |
| 2001        | حرامية في كي جي تو          | حسن                     |
| 2003        | حرامية في تايلاند           | إبراهيم                 |
| 2004        | الباشا تلميذ                | بسيوني                  |
| 2005        | أبو علي                     | حسن أبو علي             |
| 2005        | جاي في السريع               | سيد زميل عاطف (ضيف شرف) |
| 2006        | في محطة مصر                 | رضا                     |
| 2006        | واحد من الناس               | محمود أحمد مصطفى        |
| 2007        | خارج على القانون            | عمر علي الوكيل          |
| 2009        | ولاد العم                   | مصطفى                   |
| 2011        | فاصل ونعود                  | عربي                    |
| 2014        | الفيل الأزرق                | الدكتور يحيى راشد       |
| 2019        | نادي الرجال السري           | أدهم                    |
| 2019        | الفيل الأزرق 2              | الدكتور يحيى راشد       |
| 2021        | البعض لا يذهب للمأذون مرتين | خالد                    |
| 2022        | كيرة والجن                  | أحمد عبد الحي كيرة      |
| 2023        | بيت الروبي                  | إبراهيم الروبي          |
| 2024        | الأخوات                     |                         |
| 2024        | ولاد رزق 3 (القاضية)        | سلطان الغول             |
| 2025        | المشروع إكس                 | يوسف الجمال             |

### من المسلسلات
| سنة الإنتاج | اسم المسلسل                  | الشخصية                                  |
| ----------- | ---------------------------- | ---------------------------------------- |
| 1998        | امرأة من زمن الحب            | هاني                                     |
| 1999        | لما بابا ينام مسلسل إذاعي    | مشرقي                                    |
| 2000        | خلوصي حارس خصوصي مسلسل إذاعي |                                          |
| 2008        | تامر وشوقية الجزء الثالث     |                                          |
| 2010        | الجماعة                      | ضيف شرف                                  |
| 2012        | الهروب                       | محمود عبدالناصر                          |
| 2015        | وش تاني                      | سيد أبو دومة / سيد بشرية / سيد أبو الليف |
| 2017        | الزيبق الجزء 1               | عمر                                      |
| 2021        | الاختيار 2                   | زكريا يونس                               |
| 2022        | الاختيار 3                   | زكريا يونس                               |
| 2024        | الحشاشين                     | حسن الصباح                               |

### في المسرح
| سنة الإنتاج | المسرحية  | الشخصية           |
| ----------- | --------- | ----------------- |
| 2001        | حكيم عيون | محفوظ             |
| 2023        | السندباد  | عمر أبو الهول     |
| 2024        | الباشا    | أبوالمعاطي الباشا |

## الجوائز والتكريمات
- جائزة الممثل المفضل عن فئة السينما عن فيلم بيت الروبي في Joy Awards 2024 [29]
- جائزة فاتن حمامة للتميز في مهرجان القاهرة السينمائي الدولي بدورته الـ 43.[30]
- جائزة أفضل ممثل من مهرجان الفضائيات العربية لدورته 12، عن مسلسل الاختيار 2.
- جائزة أفضل ممثل درامي في احتفال شبكة راديو وتلفزيون العرب art لعام 2009 وذلك عن دوره في فيلم ولاد العم.

## وصلات خارجية
- كريم عبد العزيز على موقع IMDb (الإنجليزية)
- كريم عبد العزيز على موقع الدهليز
- كريم عبد العزيز على موقع قاعدة بيانات الأفلام العربية
- كريم عبد العزيز على موقع أول موفي (الإنجليزية)
- كريم عبد العزيز على موقع ديسكوغز (الإنجليزية)
- كريم عبد العزيز على موقع قاعدة بيانات الفيلم (الإنجليزية)
- كريم عبد العزيز على موقع كينوبويسك (الروسية)